# Linaria intricata
Linaria intricata är en grobladsväxtart som beskrevs av Auguste Henri Cornut de Coincy. Linaria intricata ingår i släktet sporrar, och familjen grobladsväxter. Inga underarter finns listade i Catalogue of Life.